# Gabriel Maucurier
Gabriel Maucurier, né à Troyes (Aube) le 2 octobre 1882 et mort à Paris 15e le 12 mai 1957, est un inspecteur d'éducation physique du corps de la ville de Paris, auteur d'ouvrages de référence.
Outre l'enseignement de l'éducation physique à l'école primaire il se consacre également à la structuration de la gymnastique sportive au sein de la Fédération gymnastique et sportive des patronages de France et de la Fédération internationale catholique d'éducation physique et sportive.

## Biographie
Gabriel Nicolas Maucurier, fils d'Auguste Gabriel Maucurier et de Barbe Martini et veuf d'Anne-Marie Klein en 1946, épouse en secondes noces le 13 avril 1953 Eugénie Duisit, secrétaire administrative de la Fédération sportive de France (FSF), future Fédération sportive et culturelle de France (FSCF). Le mariage civil est prononcé par le Dr Meunier, maire du 1er arrondissement de Paris et membre du comité directeur de la FSF ; la cérémonie religieuse est présidée en l'église Saint-Roch par le chanoine Wolff, aumônier fédéral. Gabriel Maucurier meurt le 12 mai 1957,.
Membre de la commission de gymnastique de la Fédération gymnastique et sportive des patronages de France (FGSPF) depuis 1906, il est, avant la grande guerre, l'un des meilleurs gymnastes de l'Union européenne de gymnastique, ainsi qu'en témoignent sa sélection et son classement aux championnats du monde de gymnastique artistique de Londres en 1911 puis de Turin l'année suivante où il contribue largement à la médaille d'argent du concours par équipe. Il concilie ensuite son insertion professionnelle avec son engagement bénévole au niveau fédéral.

### Théoricien de l'éducation physique
Moniteur de la Persévérante de Troyes de 1902 à 1905, il est nommé professeur de la ville de Paris en 1909 puis affecté au collège Chaptal de 1912 jusqu'à sa nomination comme inspecteur en 1931. Dès 1916 il publie, en collaboration avec le Dr Guilbert, La rééducation physique des blessés.
Sa carrière de professeur d'éducation physique l'amène au titre d'inspecteur d'éducation physique de la mairie de Paris. C'est dans le cadre de ces fonctions qu'il publie Éducation physique à l’école primaire (1937), qui connaît de nombreuses rééditions. En 1942, la 3e édition comporte, en sous-titre : Filles et garçons.
Pour Gabriel Maucurier, l'éducation physique doit rechercher les effets suivants :
- un effet organique général et hygiénique (équilibrer le développement musculaire et les possibilités fonctionnelles des organes de respiration et de circulation) ;
- un effet esthétique (corriger les mauvaises attitudes, donner au corps des formes plus belles par un développement physique harmonieux) ;
- un effet économique (obtenir le maximum de résultat avec le minimum de dépense) ;
- un effet viril (affirmation du caractère, de la volonté, maîtrise de soi-même, sang-froid, vaincre les obstacles, être audacieux) ;
- un effet mental (délasser l'esprit par des exercices récréatifs, savoir le pourquoi des exercices).

### Militant de la gymnastique éducative
À 24 ans, il est déjà le bras droit de Léon Rousselet, président de la commission de gymnastique masculine de la FGSPF. Élu vice-président de la commission en 1924, il en prend lui-même la présidence après la retraite de Rousselet le 4 février 1929 pour ne la quitter que le 5 octobre 1954 participant aussi à l'évolution de la gymnastique féminine qu'il préside de 1948 à 1953. Pendant ce quart de siècle, il se consacre à sa mission avec une compétence reconnue et la FGSPF lui doit la structure technique de la gymnastique artistique masculine. La sélection des frères Jean et Antoine Schlindwein et de Maurice Hérold dans l'équipe de France pour les Jeux olympiques de Berlin en 1936 n'est pas étrangère à sa bonne entente avec la fédération de gymnastique.

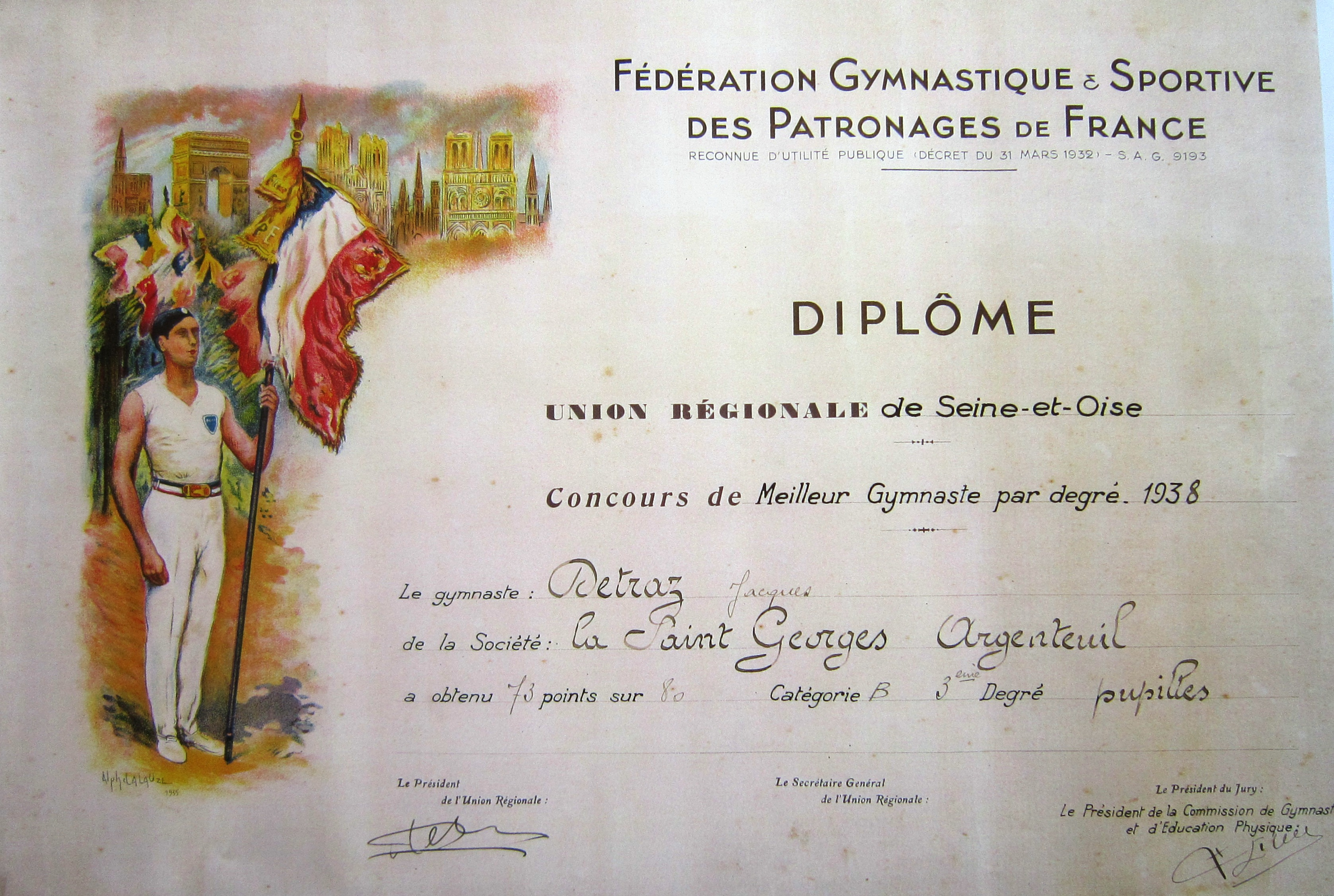
Le meilleur gymnaste par degré.

Dès sa première année de présidence, où il est secondé par Albert Boularand, on lui doit la mise en place des cours de formation de moniteurs, formation vite étendue avec succès au Rayon sportif féminin (RSF). Deux ans après le premier stage de moniteur civil de l'Union des sociétés de gymnastique de France (USGF) à Dinard, il organise en 1929 à Strasbourg celui de la FGSPF et récidive en 1930 à Royan. L'École supérieure de Joinville accueille en 1935 le premier stage de moniteurs fédéraux. Véritable visionnaire au milieu d'une pratique en section qui reste alors toujours collective, il crée la même année une épreuve de classement individuel par degré pour tous les niveaux, sanctionnée par un magnifique diplôme en couleur dont la réalisation est confiée à l'artiste attitré de la fédération, Alphonse Lalauze. Cette épreuve cède la place après la guerre aux étoiles gymniques adoptées plus tard par les féminines. De 1948 à 1953, il cumule la présidence des commissions de gymnastique masculine et féminine.
Pour cet éducateur, si la technique est indispensable, elle reste cependant secondaire car « la gymnastique n’est pas un sport ; c’est un moyen d’éducation ». Encore faut-il pour cela que son enseignement repose sur de bonnes bases. Aussi pour ceux qui ne peuvent pas suivre les sessions de formation, il publie deux ouvrages consacrés à la technique gymnique : Bases fondamentales de la gymnastique et Le cheval d'arçons.

### Responsabilités internationales
Après la Seconde Guerre mondiale, il s'implique dans la Fédération internationale catholique d’éducation physique et sportive (FICEP) dont il assume la présidence de la première commission technique, créée le 6 janvier 1947.

## Distinctions
Gabriel Maucurier est titulaire de la croix de guerre 1914-1918, chevalier de la Légion d'honneur par décret du 12 janvier 1935, officier de l'instruction publique et titulaire de la médaille d'or de l'éducation physique,.

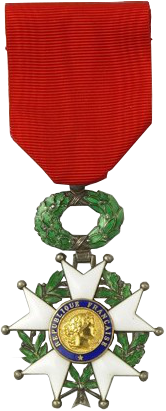
Médaille de chevalier de la Légion d’honneur.
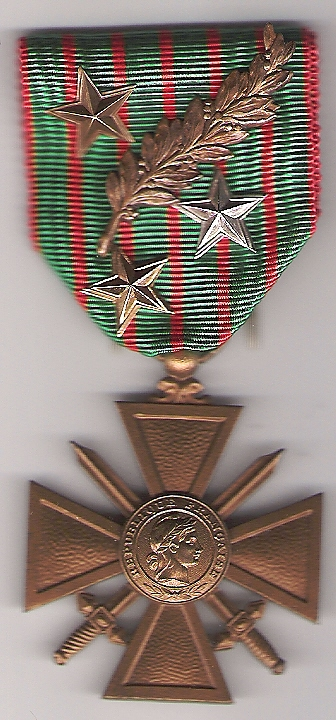
Médaille de la croix de guerre 1914-1918.
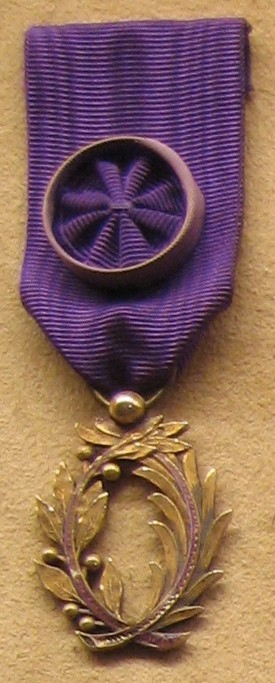
Médaille d'officier des palmes académiques.
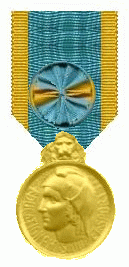
Médaille d’or de la jeunesse et des sports.